# Paweł Rhode
Paweł Rhode – polski księgarz popowstaniowy w Niemczech.

## Życiorys
Odebrał wykształcenie wystarczające w owych czasach do zajmowania się sprawami wydawniczymi i księgarskimi. Nie wiadomo dlaczego osiadł na obczyźnie, pewne jest natomiast zaangażowanie w sprawę polską oraz rozwój i upowszechnienie w świecie kultury i literatury polskiej.
Praktykę odbył pewnie u Brockhausa. Własne przedsiębiorstwo księgarsko-wydawnicze założył na przełomie lat 1864 i 1865 r. Mieściło się ono nieopodal księgarni Kasprowicza. Firma nazywała się: Paul Rhode. Verlags-Buchhandlung. Ale w użyciu były i inne nazwy, jak: Księgarnia Pawła Rhode lub Paweł Rhode, a na drukach niemieckich – Verlag von Paul Rhode.
Rhode wielokrotnie podkreślał polski charakter swojej firmy. Takie pojmowanie roli księgarza na obczyźnie zjednało mu opiekę Józefa Ignacego Kraszewskiego. To z nim Rhode konsultował ważne zamierzenia, korzystał z jego pośrednictwa w nawiązywaniu kontaktów z innymi księgarzami  i autorami.
Paweł Rhode będąc człowiekiem uczciwym i lojalnym wobec swoich kontrahentów i współpracowników, lecz niezbyt majętnym, nigdy nie rozbudował swojej księgarni do większych rozmiarów. Miał jednak ambicje konkurowania z wielkimi firmami księgarskimi na polu wydawania książek polskich.
W roku 1866 Rhode podjął się przygotowania swojego największego i najgłośniejszego przedsięwzięcia edytorskiego, niemieckiej gazety muzycznej i teatralnej Neue Allgemeine Zeitschrift für Theater und Musik.
Redaktorem gazety został Jurij Karłowicz Arnold, rosyjski kompozytor i pedagog. Pierwszy numer ukazał się 10 stycznia 1867 r. i został przyjęty przychylnie przez krytykę. Gazeta ukazywała się do 1868 r. pomnażając do tego zasu fachowe piśmiennictwo teatralne obszernymi rozprawami.
Rok 1867 przyniósł kolejny sukces wydawniczy. Było nim trzytomowe dzieło Jurija Arnolda o przedstawieniach operowych: Vierundzwanzig Operncharaktere in Bezug auf deren musikalisch-declamatorische wie dramatischmimische Darstellung. Złożyło się na nie 12 wychodzących co miesiąc zeszytów, ozdobionych 120 drzeworytami.
Rok później, tj. 1868, najważniejszym wydawnictwem księgarni stały się 6-tomowe dzieła zebrane Karoliny Wojnarowskiej, poetki dla dzieci i młodzieży. Zapoczątkował nimi serię wydawniczą Biblioteka Domowa Polska.
Działalność księgarza ustała po wydaniu paru książek, m.in. O potrzebach naszego czasu Karoliny Wojnarowskiej, Zasad towarzystw pożyczkowych Romana Szymańskiego. Wydawca zapoczątkował nimi, a zarazem – na skutek likwidacji firmy w 1868 r. – zakończył serię wydawniczą BDP.
Przedsięwzięcie podjęte przez Rhodego wydawnictwem Neue Allgemeine... okazało się udanym, lecz przedwczesnym. Dla księgarza strata 3 tys. talarów na gazetę oznaczała pozbycie się całego kapitału obrotowego.
Gdy znalezienie wspólnika nie powiodło się, Rhode został wywłaszczony z księgarni. Wierzyciele ustanowili kuratorium, które powołało tymczasowego zarządcę i likwidatora firmy.
Nie wiadomo co stało się z księgarnią, ani samym Rhode, który po licytacji, zniknął. Dalsze jego losy są nieznane.

## Spis ważniejszych publikacji
- Księgi zasadnicze rodu ludzkiego, czyli poradnik wychowania młodych Polaków i Polek, P. S. Kniepen, 1865.
- Zarys historii muzyki, F. Brandl.
- Historia reform politycznych w dawnej Polsce, K. B. Hoffman.
- seria Biblioteka Domowa Polska 1868.
- Neue Allgemeine Zeitschrift für Theater und Musik 1866-1868.